# ماری ال. بوس
ماری ال. بوس (انگلیسی: Mary L. Boas؛ زاده ۶ مارس ۱۹۱۷ درگذشته ۱۷ فوریه ۲۰۱۰) یک ریاضی‌دان، و فیزیک‌دان اهل ایالات متحده آمریکا بود.